# Trebejov
Trebejov (allemand : Therebel) , est un village de Slovaquie situé dans la région de Košice.

## Histoire
Première mention écrite du village en 1289.

## Démographie

### Évolution de la population
| Année:               | 1994. | 2004.    | 2014.    | 2024.   |
| -------------------- | ----- | -------- | -------- | ------- |
| Nombre de personnes: | 130   | 163      | 207      | 215     |
| Différence:          |       | +25,38 % | +26,99 % | +3,86 % |

| Année:               | 2023. | 2024.   |
| -------------------- | ----- | ------- |
| Nombre de personnes: | 205   | 215     |
| Différence:          |       | +4,87 % |